# Kanice u Domažlic

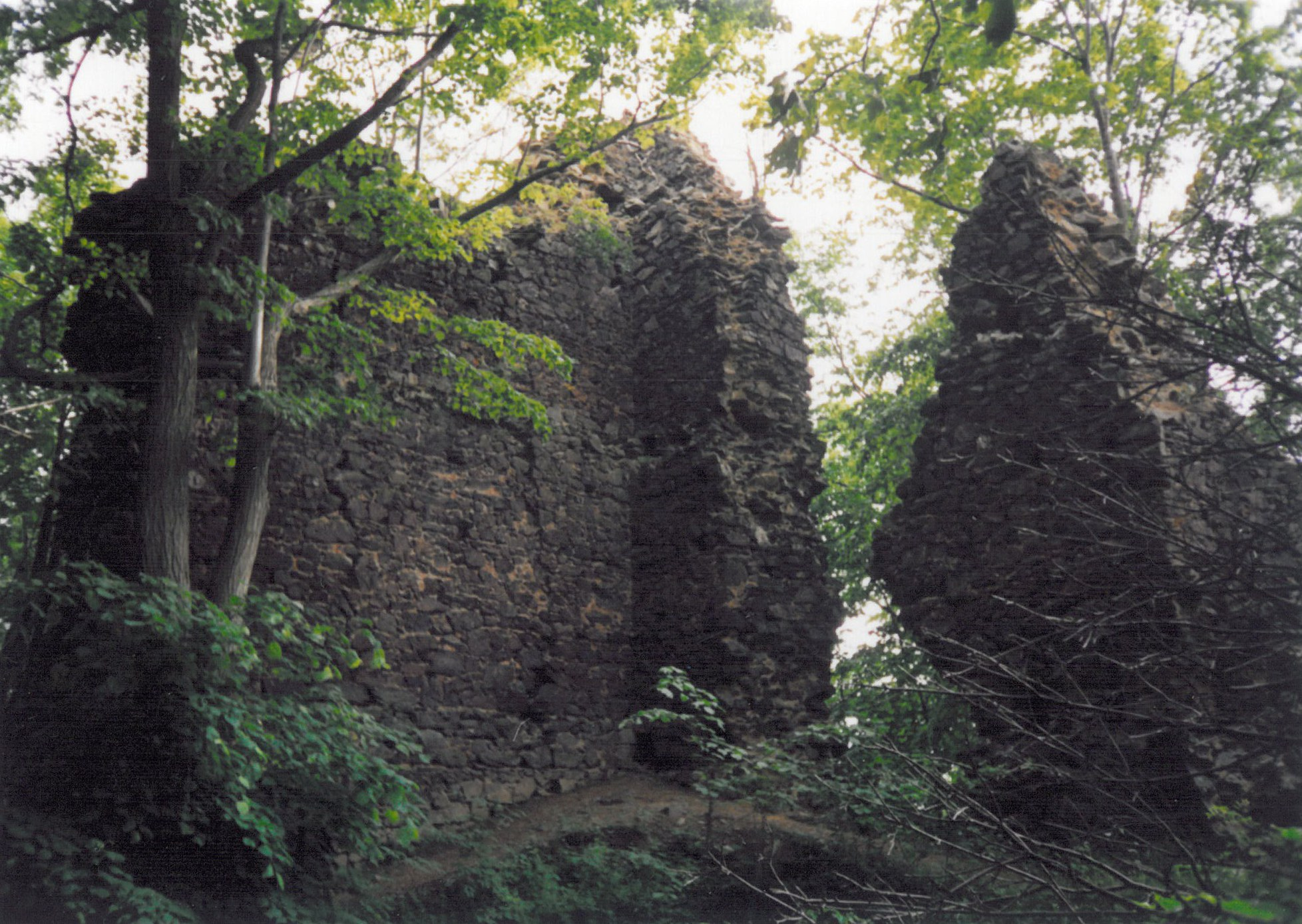
Burgruine Netřeb

Kanice (deutsch Kanitz) ist eine Gemeinde in Tschechien. Sie liegt zwölf Kilometer nordöstlich von Domažlice und gehört zum Okres Domažlice.

## Geographie
Kanice befindet sich auf einem Rücken zwischen den Tälern der Bäche Dravý potok und Hradišťský potok. Im Nordosten erheben sich der Kobylany (474 m) und der Kotrbov (484 m), südlich die Kněžská hůrka (658 m). Durch den Ort führt die Straße II/183 zwischen Domažlice und Přeštice.

## Geschichte
Die erste urkundliche Erwähnung des Ortes erfolgte im Jahre 1325 als Besitz des Diepold von Riesenberg, der auch als der Erbauer der Burg Neu Riesenberg (Nový Rýzmberk) angesehen wird. Zu Zeiten des Vladiken Jan Kanický oder dessen Sohnes Wenzel entstand im Dorf die Feste Kanice. Die Burg Neu Riesenberg wurde aufgegeben und wird seit 1528 als wüst bezeichnet.
Nach der Aufhebung der Patrimonialherrschaften bildete Kanitz/Kanice ab 1850 mit dem Ortsteil Příkřice eine Gemeinde im Pilsner Kreis und Gerichtsbezirk Neugedein. Ab 1868 gehörte die Gemeinde zum Bezirk Taus. Besitzer des Schlosses war bis 1945 die Familie Czernin von und zu Chudenitz. Von 1980 bis 1990 war Kanice nach Koloveč eingemeindet.

## Gemeindegliederung
Für die Gemeinde Kanice sind keine Ortsteile ausgewiesen. Zu Kanice gehört die Einschicht Příkřice (Přikřitz, 1939–45 Steil).

## Sehenswürdigkeiten
- Das Schloss Kanice diente nach der Enteignung ab 1945 als Sitz der Liga gegen TBC des Tschechoslowakischen Roten Kreuzes. 1950 wurde es dem Bezirksnationalausschuss übereignet, der darin bis 1986 ein Schulinternat betrieb. In dieser Zeit verfiel das Schloss und wurde 1986 der Tschechoslowakischen Armee überlassen, die es ruinierte. Seit 1992 befindet es sich in Privatbesitz, wobei es bei Sanierungsabsichten wechselnder Besitzer blieb. Das verwahrloste und leerstehende Objekt ist in einem Zustand des gänzlichen Verfalls.
- Burgruine Netřeb bzw. Nový Rýzmberk auf einem Sporn südlich des Dorfes
- Naturdenkmal Netřeb
- Kapelle am Dorfplatz
- Wegekapelle des Johannes von Nepomuk am östlichen Ortsausgang